# NGC 3276
NGC 3276 في الفهرس العام الجديد، هي مجرة، تقع في كوكبة مفرغة الهواء. اكتشفت في 3 مارس 1835 بواسطة جون هيرشل.

## روابط خارجية
- NGC 3276 على موقع ويكي سكاي: DSS2, SDSS, GALEX, IRAS, Hydrogen α, X-Ray, Astrophoto, Sky Map, Articles and images